# Каспийская минога
Каспийская минога, или волжская минога (лат. Caspiomyzon wagneri), — вид проходных пресноводных бесчелюстных из семейства миноговых. Видовой эпитет дан в честь Н. П. Вагнера, по экземплярам из коллекции которого был описан вид.
Существует две формы каспийской миноги. Мелкая разновидность имеет длину до 31 сантиметра. Более крупная достигает длины 55 сантиметров и веса до 200 граммов.

## Описание
Как и все миноги, имеет угревидное тело без чешуй, покрытое ядовитой слизью. Парные плавники отсутствуют. Два спинных плавника отделены друг от друга промежутком, при этом второй плавно переходит в хвостовой плавник лопатообразной формы. По бокам тела расположено 7 жаберных отверстий. На переднем конце тела имеется воронковидная ротовая воронка, диаметр которой меньше толщины тела. Изнутри воронка покрыта невысокими тупыми роговыми зубами: 1 мелкий округлый зуб на узкой верхнечелюстной пластине (иногда двураздельный) и 4—6 (обычно 5) зубов на нижнечелюстной (иногда двураздельных). Поперечная язычная пластина прямая, с как правило 8 небольшими зубами равного размера. Ротовое отверстие окружено 11 внутренними губными зубами, которые никогда не бывают двураздельными. От них отходят радиальные ряды крупных близко расположенных губных зубов.
Общая длина взрослых миног варьирует в пределах 19—55,3 см, а масса — от 30 до 206 г. Средние значения составляют 38,7 см и 107. Пропорции тела взрослых особей следующие: 8,7—12,1 % длины приходится на область перед жаберными отверстиями, 7,7—11 % — на жаберную область, 43,6—57,6 % — на туловище и 26—33 % — на хвост. Глаза достигают 0,8-2,2 % длины тела, а длина воронки 2,4—4,5 %. Миомеров в туловище 63-66. Как правило, самки немного крупнее самцов. Так, в Волге средняя длина составляет 36 см у самцов и 36,9 см у самок, а в Куре длина тела самцов и самок варьирует в пределах 42,6—43,2 и 43,6—44 соответственно. Половой диморфизм проявляется и в длине мочеполового сосочка — у самок он обычно меньше. Взрослые особи до нереста с тёмно-серой спиной и серебристо-белыми боками и брюхом, а во время нереста они становятся чёрными сверху и с боков и серыми с тёмными овальными пятнами снизу, могут также приобретать золотистую окраску. В устье реки Шируд иногда встречаются половозрелые самцы с зеленоватой окраской.
Пескоройки до 13 см в длину, при этом длина области перед жаберными отверстиями составляет 5,4—6,6 %, жаберная область — 11,1—12,3 %, длина туловища — 54,9—55,9 %, а длина хвоста — 24,8—27,1 %. В туловище содержится 53—68 миомеров. Окраска от бледно-серой до желтоватой с белым брюхом.

## Биология
Проходной вид. На нерест миноги поднимаются вверх по рекам. По речному руслу передвигается вдоль берега или по стрежню. Ход начинается в конце сентября и продолжается до середины декабря. После зимнего отдыха (питание прекращается уже в начале миграции) нерест продолжается с марта по май. Самки мечут икру в гнёзда —углубления галечного или песчаного дна на отмелях с сильным течением. Гнёзда обустраивают самцы. Плодовитость миноги в Волге 32,6 тысяч икринок, в Куре 24 тысячи. Икра донная, клейкая. В Волге нерест проходит в конце мая и начале июне при температуре 16. Икрометание происходит единовременно. Отнерестившиеся миноги погибают. Личинки молодых миног — пескоройки — живут на песчаных отмелях, обычно зарываясь в песок. Выклев происходит через 9—11 дней. Через три-четыре года пескоройки претерпевают метаморфоз, становятся взрослыми и уходят в Каспийское море. В Куре минога нерестится в возрасте 5—6 лет.
Считается, что помимо анадромной, существует и полностью морская форма каспийской миноги, нерестящаяся в прибрежной зоне на западе Каспия и отличающаяся пятнистым рисунком.
Взрослая минога присасывается к каспийской кумже во время её хода в реки. В желудках находят водоросли. Вероятно, питается детритом. Во время миграции питание прекращается. Активность возрастает в ночное время.

## Распространение
Эндемик бассейна Каспийского моря, в котором встречается повсеместно. На нерест ранее заходил в Волгу и её притоки, Урал, Терек, Самур, Куру, реки Ленкорани и Иранского побережья, в том числе в Сефид-Руд и Баболь. До постройки каскада гидроэлектростанций нерестовые миграции вида протягивались на расстояние более 2600 км, доходя до уровня Твери и устья реки Тверца в Волге, Чусовой и Вишеры — в Каме и устья Москвы-реки — в Оке. В Куре минога доходила до Мцхеты и входила в её притоки, в Терек — до устья Баксан, а в Урал — до Оренбурга. В настоящее время выше Волгоградского водохранилища регистрируются лишь единичные особи каспийской миноги. В Куре не заходит дальше плотины Мингечевирской ГЭС.

## Паразиты
О паразитах каспийской миноги известно немного. Среди них известны скребни родов Echinorhynchus (в полости тела) и Corynosoma и глохидии двустворчатых моллюсков (в жабрах).

## Охрана
Занесена в Красную книгу России как сокращающийся в численности и/или распространении вид (категория 2).